# Lijst van voetbalinterlands Bulgarije - Portugal (vrouwen)
Deze lijst van voetbalinterlands is een overzicht van alle officiële voetbalinterlands tussen de nationale vrouwenteams van Bulgarije en Portugal. De landen hebben tot nu toe twee keer tegen elkaar gespeeld.

## Wedstrijden
| № | Plaats   | Datum           | Competitie           | Wedstrijd            | Uitslag |
| - | -------- | --------------- | -------------------- | -------------------- | ------- |
| 1 | Plovdiv  | 26 oktober 2021 | WK 2023 kwalificatie | Bulgarije − Portugal | 0 − 5   |
| 2 | Barcelos | 12 april 2022   | WK 2023 kwalificatie | Portugal − Bulgarije | 3 − 0   |

## Samenvatting
| Competitie      | Totaal gespeeld | Winst Bulgarije | Gelijk | Winst Portugal | Doelsaldo Bulgarije – Portugal |
| --------------- | --------------- | --------------- | ------ | -------------- | ------------------------------ |
| WK-kwalificatie | 2               | 0               | 0      | 2              | 0 − 8                          |
| Totaal          | 2               | 0               | 0      | 2              | 0 − 8                          |